# 薩默斯維爾 (肯塔基州)
薩默斯維爾（英語：Summersville）是位於美國肯塔基州格林縣的一個人口普查指定地區。

## 人口
根據2020年美國人口普查的數據，薩默斯維爾的面積為7.49平方千米，當中陸地面積為7.48平方千米，而水域面積為0.01平方千米。當地共有人口551人，而人口密度為每平方千米73.56人。